# Santa María Magdalena (Carlo Crivelli)
Santa María Magdalena es un pintura al temple y dorado sobre tabla (152 x 49 cm) de Carlo Crivelli, datada en 1476 aproximadamente y conservada en el Rijksmuseum de Ámsterdam. Está firmado abajo en una cartela simulada OPVS KAROLI CRIVELLI VENETI.

## Historia
Un texto del siglo XVII de Pier Antonio Guerrieri (La Carpegna abbellita e il Montefeltro illustrato) recuerda en la iglesia de San Francisco de Carpegna, reconstruida en esos años, la presencia de un altar dedicado a la santa y decorado, a expensas de los condes de Carpegna, por una "tabla de mano del famosísimo pintor Carlo Crivelli veneciano: notable obra estimada como una joya preciosa". Una indicación tan segura de la autoría debía estar vinculada a la presencia de una firma, como de hecho aparece en la tabla de Ámsterdam. La tabla debía casi ciertamente provenir de la iglesia antigua de San Francisco, tal vez comisionada por Giovanni de Carpegna que había sido uno de los fundadores. La familia debía tener una particular devoción a la santa, como atestigua la existencia, en torno a 1472, de una pequeña iglesia a ella dedicada en la colina Serriole, fundada por la madre de Giovanni, Caterina condesa de Carpegna. Esta última era ascolana de nacimiento, hija de Giovanni de Saladino Saladini, y probablemente fue ella la que sugirió el pintor que tan famoso era en su ciudad al hijo. Caterina misma es recordada brevemente en la ciudad en 1474, ocasión en la que quizás formuló la comisión directamente, tal vez para la nueva iglesia, desde donde más tarde fue trasladada al nuevo templo franciscano.
Se descarta que fuera parte de un políptico desmembrado: en tales casos el artista ponía de hecho la firma sobre la tabla central, a menudo bajo el trono de la Madonna, y nunca en tablas secundarias. Se presume por tanto que se trataba de una figura aislada.
En 1703 las actas de una visita del obispo ya no mencionan la pintura y el altar está registrado como ahora dedicado a otro santo. Puede ser que la obra hubiera sido trasladada a otra sala o a otra iglesia, para luego reapareció en 1821 en la colección Solly y, de allí, al Kaiser Friedrich Museum de Berlín. En 1935 fue vendida de nuevo entrando al mercado anticuario, y en 1948 pertenecía a la colección de Fritz Mannheimer de Ámsterdam. Un año después pasó a la Dienst Verspreide Rijkscollection de La Haya y en 1960 fue transferida, junto con la colección completa, al museo de Ámsterdam.
La datación se basa sobre consideraciones estilísticas, y oscila entre 1474 y 1485-1486. Seguramente es posterior al Políptico de Montefiore de Aso, por la mayor tensión formal que denota una maduración del estilo del artista.

## Descripción y estilo
En perfecto estado de conservación, es considerada entre las más perfectas realizaciones del artista. María Magdalena, a tamaño natural, se yergue sobre un escalón marmóreo, decorado con un friso tallado con querubines y animales fantásticos (probablemente, elefantes), y delante de una tela colgante gris, animada arriba con un festón de flores. Presentada como una princesa, con una mano levanta el frasco de ungüentos que es su atributo típico y con la otra, levanta su capa con la punta de dos dedos.
Un pie y el bajo de la capa sobre el escalón, se proyectan hacia el espectador. La riqueza de dorados, realzados con detalles en relieve con yeso en el frasco, corpiño, cinturón, hombros y puños de las mangas y el borde de la aureola, que Crivelli siempre representa tras las cabezas santas como una sólida patena dorada, es propia del mundo tardogótico, así como la extrema elegancia de la figura, mientras los estudios espaciales y perspectiva son plenamente renacentistas, filtrados por el arte paduano más que por las experiencias venecianas contemporáneas.